# Paratge Natural d'Interès Nacional de l'Albera
El Paratge Natural d'Interès Nacional de l'Albera està situat al nord-est de la comarca de l'Alt Empordà, a la zona de la serra de l'Albera compresa en els termes municipals de la Jonquera, Espolla i Rabós.
Està constituït per dos sectors ben diferenciats: un d'occidental, el de Requesens-Baussitges, i un altre d'oriental, el de Sant Quirze de Colera-Balmeta, separats per l'àrea del Coll de Banyuls. El sector Sant Quirze de Colera-Balmeta està vertebrat al voltant de l'important Monestir de Sant Quirze de Colera, vertadera joia de l'art romànic català. Constitueix una unitat ecològica i paisatgística de gran qualitat on pot observar-se la transició entre les espècies pròpies de la serralada pirinenca i les més típicament mediterrànies, i tot plegat en una zona dominada per les roques metamòrfiques dels Pirineus (esquistos i pissarres).
La serra de l'Albera és el nom que rep el tram oriental dels Pirineus, des del coll del Pertús fins a la mar Mediterrània. Separa les grans planes de l'Alt Empordà i del Rosselló i la seva carena constitueix l'actual línia fronterera francoespanyola. Té uns 25 km de llargada i els cims principals són el Puig Neulós (1.257 m), el Puig dels Pastors (1.167 m), el Puig dels Quatre Termes (1.156 m) i el Pic de Sallfor (992 m).

## Antecedents i declaració
La necessitat de protecció d'alguns dels ecosistemes de la serra de l'Albera es troba ja en un pla territorial elaborat per la Generalitat de Catalunya el 1931. Però no fou fins al 1986 que el Parlament català declarà Paratge natural d'interès nacional determinats terrenys del vessant sud de la serra, al sector nord de l'Alt Empordà.
Els textos legals que l'afecten són:
- Llei 3/86, 10 de març, declaració del Paratge Natural d'Interès Nacional dels terrenys del vessant sud del massís de l'Albera (DOGC 666, 26-03-1986) desenvolupada pel decret 101, de 20 de febrer de 1987 (DOGC 825, 06-04-1987).
- Decret 123/87, 12 de març, declaració de reserves naturals per a la protecció d'espècies animals en perill de desaparició a Catalunya (afegeix la reserva natural de Sant Quirze de Colera) (DOGC 833, 29-04-1987)
- Decret 119/89, 17 abril, sobre ampliació de l'àmbit d'actuació de la Junta Rectora (DOGC 1150, 02-06-1989)

La superfície protegida suma 4.207 ha (inclou 969 ha de reserves naturals i 742 ha de la reserva annexa de Sant Quirze de Colera. El Paratge Natural comprèn dins el seu perímetre dues reserves naturals parcials. La primera, a la capçalera de l'Orlina, amb una superfície de 395 ha, té per finalitat la protecció de les fagedes i rouredes que hi ha entre el coll dels Emigrants i el pic de Sallafort, les més orientals dels vessants sud dels Pirineus. La segona, entre la vall de Sant Quirze i la capçalera de la riera de la Valleta, amb 580 ha, té per finalitat la protecció de la fauna herpetològica, concretament la tortuga mediterrània; fou ampliada el 1987 amb 680 ha exteriors al perímetre del Paratge Natural, al límit sud-oest. Als vessants nord de la serra, en territori d'administració francesa, és territori protegit la Reserva Natural del Bosc de la Maçana, entre el puig dels Quatre Termes i el pic de Sallafort.

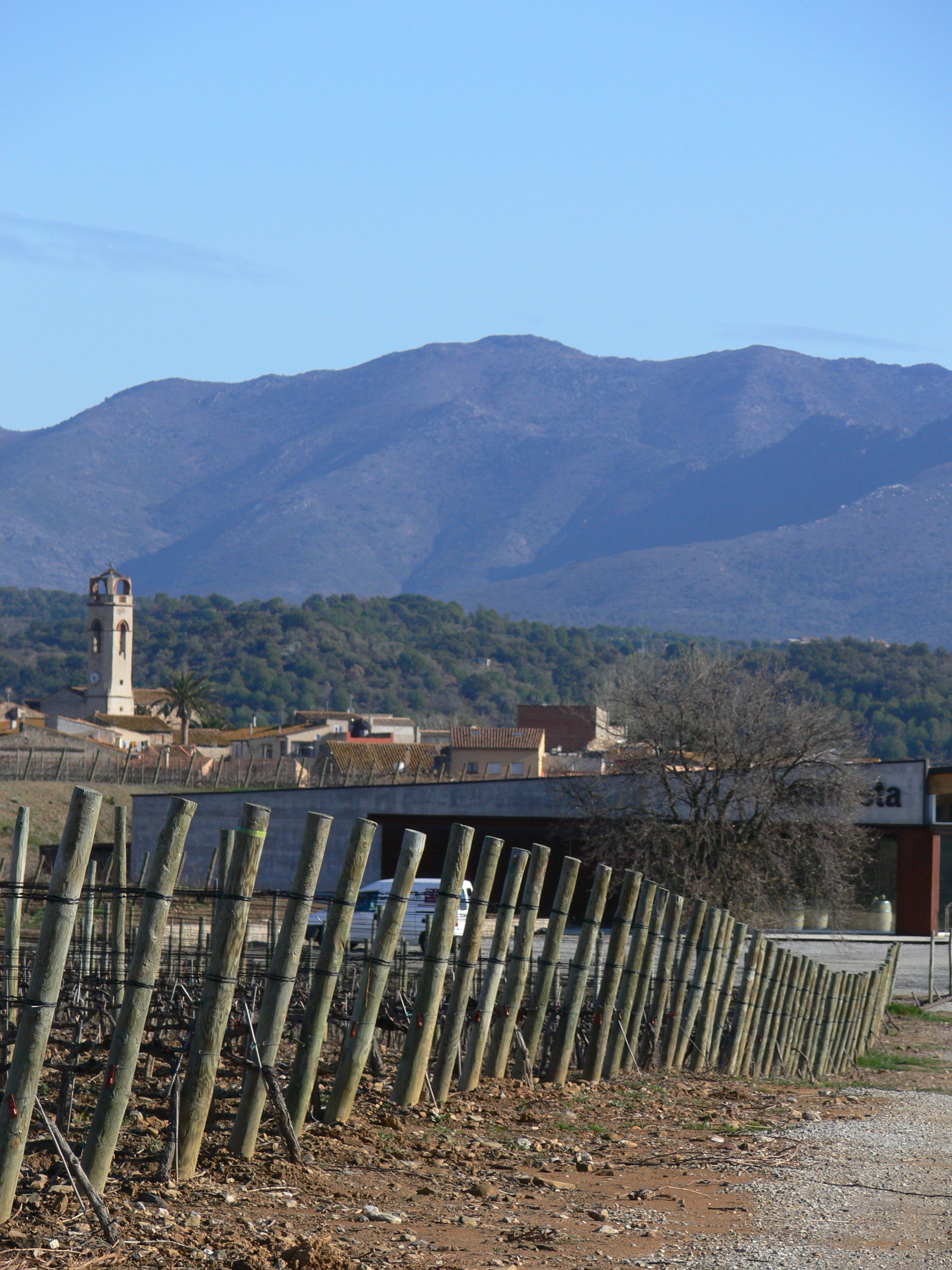
Al fons la Serra de l'Albera

El Consejo del Patrimonio Histórico espanyol ha seleccionat la candidatura de la Vessant Mediterrània dels Pirineus, que inclou el paisatge cultural i natural del massís de l'Albera, com a candidat a ser declarat Patrimoni Mundial de la Humanitat per la UNESCO.

## Patrimoni natural

### Vegetació
El sector Requesens-Baussitges presenta les zones més humides i enlairades, amb una cobertura de bosc de gairebé el 100% i amb una vegetació extraordinàriament variada amb suredes, alzinars, castanyedes, rouredes, fagedes i els prats alpins de la zona culminal. L'àrea de Requesens compren la capçalera del riu Anyet amb una esplèndida vegetació de ribera amb freixes, salzes i verns. La zona de Baussitges inclou l'alta vall del riu Orlina on persisteixen les poblacions de Faig més orientals de la península.
El sector Sant Quirze de Colera-Balmeta constitueix ja una zona de característiques plenament mediterrànies, secularment castigada pels incendis forestals. La vegetació està dominada per escadusseres suredes, brolles i matollars.

### Fauna
En aquest indret subsisteixen les darreres poblacions de tortuga mediterrània de la península Ibèrica. Destaca la gran varietat de les altres espècies de la fauna herpetològica (amfibis i rèptils): granotes, serps, llangardaixos, sargantanes, etc.
S'hi han detectat més de 200 espècies d'ocells. Dels peixos cal fer especial menció de la truita comuna i del barb de muntanya. La diversitat de mamífers al Paratge natural i la seva zona d'influència és notable, se n'han comptabilitzat 44 espècies, nombre que suposa gairebé el 75% del total dels mamífers de Catalunya.
La vaca de l'Albera és una raça autòctona, endèmica de la zona, semisalvatge.

### Hidrologia i geologia
El Llobregat d'Empordà, l'Anyet, la riera de Torrelles i l'Orlina, que descendeixen perpendicularment dels cims més elevats de l'Albera, presenten generalment un corrent continu d'aigua. En el seu tram final, el Llobregat d'Empordà rep les aigües d'aquests tres rius poc abans d'ajuntar-se amb la Muga, el riu principal de la conca. Les rieres del sector oriental ja tenen un marcat caràcter torrencial, la riera de Garriguella baixa fins al sistema dels Aiguamolls de l'Empordà. La riera de Valleta i els torrents de Garbet, Colera i Portbou moren directament al mar.
Un dels elements hidrològics més importants de l'Albera són les basses. Són petites depressions del terreny on s'acumula l'aigua de pluja, es pot trobar una trentena d'elles i presenten un gran interès ecològic. Algunes emmagatzemen aigua durant tot l'any, mentre que d'altres, la majoria, s'assequen durant el període estival. La que té una major extensió, l'estany Gros de la Jonquera, ocupa una superfície de 3,5 ha. Les característiques bàsiques de la geologia de la serra de l'Albera són les pròpies de les roques metamòrfiques dels Pirineus, esquists i pissarres. La zona amb més interès geològic és la que es troba en els voltants del Puig d'Esquers, en els termes municipals de Llançà i Colera.

### Paisatge
El sector occidental, constituït bàsicament per dues grans finques, Requesens i Baussitges, presenta les zones més humides i enlairades, amb una cobertura de bosc de gairebé el 100% i amb una vegetació extraordinàriament variada: de baix a dalt ens trobem amb suredes, alzinars, castanyedes, rouredes, boscos mixtos de caducifolis (aurons, blades, oms, moixeres, etc.) i els prats de la zona culminant. També hi destaca la vegetació de ribera, a les vores de l'Anyet i l'Orlina, amb freixes, salzes i verns. El sector oriental, la zona de Sant Quirze de Colera-Balmeta, té característiques més mediterrànies, amb brolles, matollars i suredes a les zones baixes i alzines a les altes. El tercer sector és el peu de mont alberenc o Aspres de l'Albera, la zona intermèdia entre la serra pròpiament dita i la plana empordanesa. És una zona que presenta un mosaic de conreus de secà, bàsicament vinya i olivera, amb espais de vegetació natural de matoll i suredes.

### Cultura i història
La serra de l'Albera, que té els colls més baixos de tot el Pirineu, ha estat de sempre lloc de pas entre els pobles i les cultures d'Europa i la península Ibèrica, però també lloc d'establiment humà. En els seus vessants meridionals hi ha una de les concentracions més importants de monuments megalítics de Catalunya, amb una cronologia entre el neolític mitjà i el calcolític (3500-1800 aC). En el terme de la Jonquera es destaquen els dòlmens de Canadal, del Mas Baleta, dels Mesclants, del Pedreguer o els dòlmens i menhirs dels Estanys; en el d'Espolla, els dòlmens de la Cabana d'Arqueta —un dels més grans de l'Albera—, de la font del Roure, d'Arreganyats i del Barranc —amb una llosa de coberta amb gravats insculpits—, el menhir de Castellar o la necròpolis hallstàttica dels Vilars, i a Rabós, els dòlmens de la Coma de Felis, de les Comes Llobes, del Solar d'en Gubert o el menhir del Mas Roquer. Molt a prop, a Sant Climent Sescebes, hi ha el notable dolmen de la Gutina i el menhir de la Murtra o Pedra Gentil.
Els colls de Panissars i del Pertús, tots dos al terme de la Jonquera, són els passos més transitables de tota la serra, travessats per camins importants des de temps molt remots. A la ratlla fronterera amb França hi ha les ruïnes de l'antic monestir de Santa Maria de Panissars (segle xi), que va tenir una funció d'hospital de camí; excavacions arqueològiques recents han posat al descobert vestigis de la calçada romana i grans blocs de pedra que han estat identificats amb les restes dels trofeus de Pompeu a la via Domitia - via Augusta (segle I aC).
Hi ha un ric patrimoni d'art romànic, l'estil propi de l'alta edat mitjana, època en què es va consolidar el poblament del sector. Dins l'àmbit del Paratge, el monument més notable és l'antic monestir benedictí de Sant Quirze de Colera, documentat des del segle x, del qual resta la magnífica església basilical i vestigis del claustre, dependències monàstiques i fortificacions; prop seu hi ha l'antiga parròquia de Santa Maria de Colera, també romànica, tot dins el terme de Rabós, a la vall de Sant Quirze. També cal indicar l'ermita de Santa Llúcia (segles XII-XIII), abans parròquia de Sant Miquel de Solans), l'església de Sant Julià dels Torts (segles XII-XIII) i l'interessant exemplar preromànic de Sant Pere del Pla de l'Arca (segle X), a la Jonquera. Les antigues parròquies de Sant Martí de Baussitges (segle X) i de Sant Genís d'Esprac (segles XII-XIII), preromànica i romànica, respectivament, a Espolla; o l'ermita de Sant Quirc i la parròquia tardoromànica de Sant Julià (segles XIII-XIV) a Rabós d'Empordà.
Al terme de la Jonquera, dominant estratègicament els colls de la serra de l'Albera, hi ha les restes del castell de Rocabertí, d'un llinatge nobiliari vinculat al comtat de Peralada que va tenir un paper destacat en la història de Catalunya. Posseïen també el proper castell de Requesens, al sud del puig Neulós, que va ser reformat a la fi del segle xix a la manera fantasiosa pròpia de l'anomenat romanticisme arquitectònic, que havia posat en voga a França Viollet Leduc; prop seu hi ha el santuari de Santa Maria de Requesens (segle xviii), centre de devoció popular. Un tercer castell del terme era el de Canadal, del qual resten notables fortificacions dels segles XIV-XV. Podem admirar belles mostres d'arquitectura popular i casals senyorials, com la Posta Reial, Ca l'Armet i Can Laporta, a la Jonquera, el castell d'Espolla i la casa dels marquesos de Camps, a l'Espolla, i també les de Rabós.